# 11950 Morellet
A 11950 Morellet (ideiglenes jelöléssel 1993 SG5) egy kisbolygó a Naprendszerben. Eric Walter Elst fedezte fel 1993. szeptember 19-én.